# Harley Benton
Harley Benton — власна марка струнних інструментів, підсилювачів та губних гармонік компанії Thomann — одного з найбільших у світі рітейлерів музичного та аудіообладнання з Баварії, Німеччина.

## Історія
Марка була створена у 1990-х роках як бюджетна лінійка інструментів для покупців Thomann.  
Виробництво інструментів здійснюється приблизно на двадцяти фабриках у Китаї, Індонезії та Вʼєтнамі, водночас контроль якості й розробка модельних серій ведуться у Німеччині.

## Продукція
Основу асортименту становлять гітари різних типів: електрогітари, акустичні, класичні, бас-гітари, а також мандоліни, укулеле, банджо, діатонічні губні гармоніки, електроскрипки та електроальти.
Марка орієнтована на сегмент доступних інструментів, пропонуючи характеристики, що зазвичай зустрічаються у дорожчих моделях — наприклад, обвуглені (roasted) грифи, спеціальні покриття чи лади з неіржавної сталі.

## Відомі серії
- Електрогітари: ST-серія, TE-серія, CST-серія, SC-серія, DC-серія, Fusion-серія, HB-серія
- Акустичні гітари: CLD-серія, CLA-серія, HBO-серія
- Класичні гітари: CG-серія, HBO-серія